# ۳۵۰ (پیش از میلاد)
۳۵۰ (پیش از میلاد) ۳۵۰مین سال قبل از تقویم میلادی است.